# فيل جوردان
فيل جوردان (بالإنجليزية: Phil Jordon)‏ مواليد 12 سبتمبر 1933 في لاكيبورت - الوفاة 07 يونيو 1965، كان لاعب كرة سلة أمريكي. بدأ مسيرته الاحترافية في سنة 1956. تم اختياره من قبل فريق لوس أنجلوس ليكرز خلال الدرافت. بلغ طوله 6 قدم 10 بوصة (2.1 م). اعتزل اللعب في 1963.

## المسيرة الاحترافية
لعب مع نيويورك نيكس من سنة 1956 إلى 1958، ثم لعب مع ديترويت بيستونز في سنة 1959، ثم لعب مع سكرامنتو كينغز من سنة 1959 إلى 1961، ثم لعب مع نيويورك نيكس في سنة 1962، ثم لعب مع أتلانتا هوكس في موسم 1962–1963.

## روابط خارجية
- فيل جوردان على موقع إن بي أي (الإنجليزية)
- فيل جوردان على موقع سبورتس رفرنس (الإنجليزية)
- فيل جوردان على موقع ريلجم (الإنجليزية)
- فيل جوردان على موقع بروبوليرز (الإنجليزية)